# فلاديمير ناليفكين

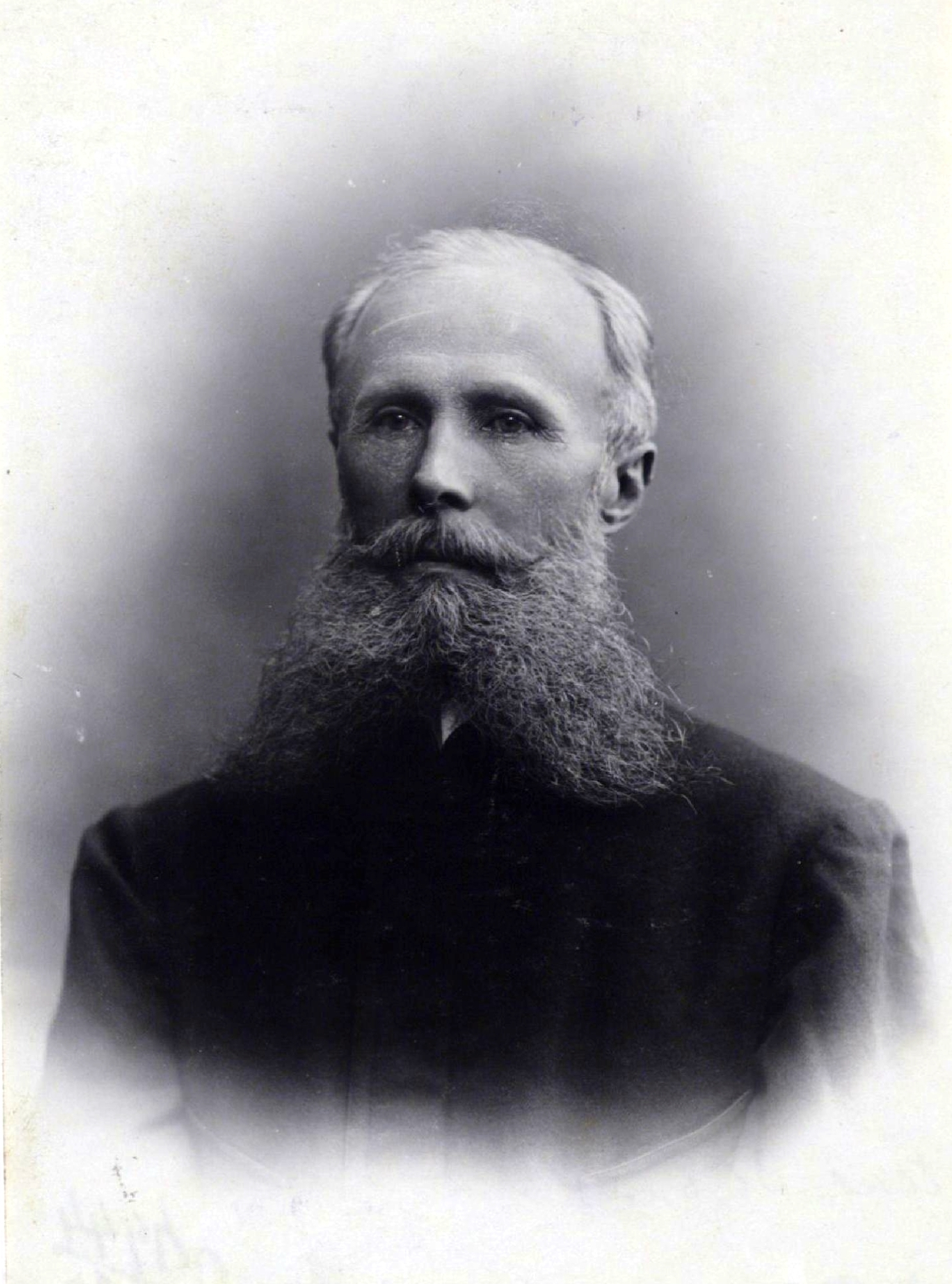
صورة لفلاديمير ناليفكين

فلاديمير بيتروفيتش ناليفكين (بالروسية: Владимир Петрович Наливкин) هو عالم أعراق وضابط روسي اكتشف آسيا الوسطى وقاد عدة حملات عسكرية بها، ولد ب25 فبراير سنة 1852 في كالوغا, هو كذلك رجل دولة وكاتب أول معجم روسي-أوزبكي وكذا العضو الثاني بمجلس الدوما في مدينة تاشكنت، رئيس اللجنة الحكومية المؤقة بتركستان, وقائد المنطقة العسكرية التركستانية. توفي ب20 يناير سنة 1918 في طشقند.